# ドラゴンズドグマ2
『ドラゴンズドグマ2』（DRAGON'S DOGMA II）は、カプコンより2024年3月22日に発売されたPlayStation 5、Xbox Series X/S、PC（steam）用ゲームソフト。ジャンルはオープンワールドアクションRPG。

## ゲームの内容
本作は、2012年に発売された第一作『DRAGON'S DOGMA』の正統続編である。基本的なゲーム性は前作と同様、王道の中世風ファンタジーの世界を舞台とする、一人プレイ用オープンワールドアクションRPGとなっている。ゲーム内のマップは前作の約4倍ほどとなり、新たな敵やジョブなども追加された。
プレイヤーは竜に戦いを挑む者・覚者(かくしゃ)となり、竜に奪われた心臓と失った記憶を取り戻す旅に出発する。さらに本作独自の要素として、前作では登場しなかった「獣人」と呼ばれる種族が登場。人間の王国「ヴェルムント」と獣人の国「バタル」を巡るストーリーは本作において重要な要素となる。
前作において評価の高かった、美しいグラフィックと物理演算によるリアルかつ広大なフィールドを冒険する高いアクション性は健在。また、豊富なキャラクタークリエイト要素や、プレイヤーが見た目や性格、能力をカスタマイズできる従者「ポーン」に関連するポーンシステムも引き続き実装される。特に、ポーンシステムは本シリーズの特徴の一つとなっており、ポーンはAIで行動する味方キャラクターとして冒険に参加してくれるほか、ネットワークを通じて他のプレイヤーとポーンの貸し借りをすることで、一人プレイのゲームでありながら間接的に他のプレイヤーとの繋がりを楽しむことができるようになっている。本作においても、プレイヤーはパートナーとなる「メインポーン」一人に加え、任意に「サポートポーン」二人を加入させることができ、最大でプレイヤー1人+ポーン3人の計4人パーティを組むことが可能。

## ストーリー
舞台は「竜の理」が支配する世界。この世界では竜に選ばれし者「覚者」が王となり代々国を治めるしきたりとなっていたが、現代では覚者の不在により摂政公が国王代理として政治をおこなっていた。
物語は牢獄から始まる。記憶喪失の主人公はこの地で囚われの身となっていたが、謎の声の導きに従い、魔物出現の混乱に乗じて脱獄する。
失った記憶の手がかりを探す旅の中で、主人公は自身がかつて竜に選ばれ「覚者」となっていたことを思い出す。覚者としての使命を果たすべく、主人公は王都「ヴェルンワース」に赴くが、覚者の台頭を恐れる摂政公一派は「偽の覚者王」を擁立し、本物の覚者である主人公に対して陰謀を企てる。また、彼ら中には竜や覚者の持つ力を人為的に再現しようと画策する者たちも居た。
こうして主人公は、人間の王国「ヴェルムント」と獣人の国「バタル」の二つの国を股に掛けて冒険を繰り広げることとなる。

## 世界観
本作の舞台となる世界は、前作の世界観や時系列とは直接的な繋がりはなく、厳密には「平行世界の一つ」であるとされる。

### キーワード
覚者
プレイヤーが操作するキャラクター。自由にキャラメイクが可能。
竜に選ばれた者で、奪われた心臓と人としての生を取り戻すべく竜に戦いを挑む宿命にある。また、ポーンと心を通わせ従えることができる。
ポーン
AIが操作する異界の旅人で、覚者に付き従う存在。
プレイヤーと常に行動を共にするポーンは「メインポーン」と呼ばれ、覚者と同様に自由にキャラメイクが可能。また、オンライン経由で他のプレイヤーが製作したポーンを「サポートポーン」として雇い入れることできる。覚者とこれらのポーンで、最大4人のパーティを組むことが可能。

### 種族
人間
主にマップ北部の「ヴェルムント」で暮らす人々。
獣人
本作から新たに登場する、ネコ科の動物に似た容姿を持つ人型の種族。マップ南部にある獣人の国「バタル」で暮らしている。
エルフ
ヴェルムントの北方にある「聖樹の森」に住む、長命種として知られる人型の種族。弓の扱いに長け、森語（エルフ語）という独自の言語を使う。
ドワーフ
低身長で恰幅ある人型の種族。鍛冶に長け、頑固な性格。エルフとは仲が悪い。
ドラゴン
ドラゴン。プレイヤーの心臓を奪った宿敵。
大いなる力と破壊の象徴であると同時に、人々の中から覚者を選び出す役割も持つ。

### 地理
ヴェルムント
人間の貴族や平民たちが暮らす、緑豊かな自然に囲まれた王国。首都は「ヴェルンワース」。他にも「メルヴェ」「ハーヴ村」「名無し村」「関所宿場町」といった村や町がある。
代々覚者が王として国を治める決まりだが、現在は覚者不在により摂政公が代理で国を治めている。公妃ディーサにより偽りの覚者が擁立され、国内では王位を巡るさまざまな謀略が渦巻いている。
魔物は基本的に下位の種族が棲息しているが、洞窟などダンジョン内では強力な上位の種族が出現することがあるほか、ドレイクが出現する場所もある。
バタル
獣人たちが暮らす国。首都は「バクバタル」。厳しい峡谷の中にあり、人間とは異なる独自の文化を築いている。ポーンは災いを呼ぶ元凶として忌み嫌われている。
魔物はヴェルムントの魔物より上位の種族が棲息しており、きちんと装備を整えないと厳しい戦いを強いられる。
アガメン火山島
バタルの南東部にある、活火山がある島。本作の物語開始地点である「発掘現場」があるほか、温泉が湧いている「火山島宿営地」が存在する。
魔物は最上位の種族が棲息しており、マグマスケイルやスラッジといった火山に特化した魔物も出現する。

## 主な登場人物

### ヴェルムント

#### ヴェルンワース
ベルント
声 - 安元洋貴
城都の警備長。実直で正義感にあふれる軍人。ヴェルムントのあるべき姿を憂慮し、覚者に協力を申し出る。
ディーサ
声 - 園崎未恵
ヴェルムントの先代王の妃で、先代王崩御後の国政を預かっている。溺愛する息子のスヴェンを次代の王にするべく策を巡らせている。
スヴェン
声 - 新祐樹
ディーサの息子で、次代の王候補の少年。母の謀略には関与せず、「正しくあること」を願い身を案じている。気品と少年らしい素直さを持つが、世間知らずな一面もある。
偽覚者王
声 -
ディーサが擁立した偽者の覚者王。本名は「ダラー」。名無し村出身の男で、かつて村を追放されている。ディーサの指示の下、偽覚者として暗躍する。
「神凪の声」と呼ばれる謎の魔具を用いて、本物の覚者しか従えられないはずのポーンを従えている。
アロルド
声 -
ヴェルムントの大臣。公妃ディーサに取り入るべく暗躍する。バタルとの怪しい取引にも関与している。
ヴィルヘルミナ
声 - 山口立花子
城都に館を構える「薔薇の宮殿」の支配人。王宮の要職者にも顔が利く。妖艶な美女で、内に知性と包容力を湛えている。
アウグスティン
声 -
公妃ディーサと対立関係にある勢力に属する貴族。
ブレン
声 -
ヴェルンワースに仕える獣人の武官で、国境監視団付近で私設テントを構える武術の教官。「ウォーリアー」のマスタースキルの持ち主。

#### メルヴェ
ウルリーケ
声 - いなせあおい
竜砦の村「メルヴェ」のリーダー。赤色のロングヘアが特徴の美女。竜に心臓を奪われ傷ついた覚者を介抱した。責任感が強く、村人たちの暮らしを守るべく武技の修練に励む。
レンナルト
声 - てらそままさき
竜砦の領主に仕えてきた剣士。類まれなる剣技と統率力で、竜の災いから国土を護る砦をまとめ上げていた。ウルリーケのことを娘同然に想っており、気に掛けている。「ファイター」のマスタースキルの持ち主。
エイニ
声 -
メルヴェの北方の森の奥で孫娘のトリーシャと暮らす老婆。トリーシャから魔法を教えてとせがまれているが、ある理由から教えるのを先延ばしにしている。「メイジ」のマスタースキルの持ち主。
トリーシャ
声 -
エイニの孫娘。エイニから魔法の指導を拒まれており、主人公に魔導書の収集を依頼してくる。「ソーサラー」のマスタースキルの持ち主。

#### 名無し村
フラウド
声 -
名無し村の旧い領主の館にいる男で、情報を得に来た覚者の質問に答える。「シーフ」のマスタースキルの持ち主。
スレイル
声 -
名無し村の旧い領主の館付近の洞窟にいる男。「シーフ」のマスタースキルの持ち主。

#### 聖樹の里
タルエースン
声 -
聖樹の里の族長で、グリンドールとドゥーランの父親。弓の名手であり、エルフの誰もが認める腕前を持つ。表向きは厳しいが、息子が弓を上手く扱えないことを内心では心配している。「アーチャー」のマスタースキルの持ち主。
グリンドール
声 - 家中宏
孤高のエルフ族には珍しい、柔和で内気な雰囲気を持つ青年。人間が使う道具に興味を持ち、人間の言葉も流暢に話せる。エルフ族の衛士には欠かせない弓術が不得手なことに、引け目を感じている。
ドゥーラン
声 - 加隈亜衣
グリンドールの妹。大人しく上品な振る舞いの箱入り娘で、片言ながら人間語を理解し、他種族の者にも分け隔てなく接する。聖樹の里のご神木である「精霊の樹」が弱ってきていることを案じている。

#### 関所宿場町
ミーディアン
声 -
関所宿場町に住む高名な魔術師。礼儀に厳しく、貧乏くさい服装だと門前払いされる。「ソーサラー」のマスタースキルの持ち主。
イブラヒム
声 -
関所宿場町で「イブラヒム逸品店」を営む男。主人公が一度売却したキーアイテムを「掘り出し物」として販売するほか、有償でアイテムの贋作を作ってくれる。

#### その他
シグルト
声 - 斧アツシ
わけあって竜族の退治に執念を燃やし、竜を追って世界を巡っている男。ハーヴ村に家がある。寡黙だが探求心を秘めており、その修練は止むことがない。「魔剣士」のマスタースキルの持ち主。
ルズ
声 - 三石琴乃
ヴェルムントの託宣師。偽りの覚者と王位を巡る王国の政争に身の危険を感じ、現在はバタルに身を隠している。「幻術師」のマスタースキルの持ち主。

### バタル

#### バクバタル
ナデニア
声 - 加隈亜衣
バタルを治める巫女。幼少期から王としての教育を受け、若くして国の長に即位した。心優しい性格で国の平和と繁栄を願っており、国民から熱い信頼を寄せられている。
メネラ
声 - 志田有彩
巫女が祈りを捧げる「奉炎殿」の近衛兵を束ねる女性。女王ナデニアに忠誠を尽くしている。種族間に絶えない差別意識を憂え、自身はより正しくあろうと奮進する。
イルムヒルト
声 -
女王ナデニアの腹心。女王に仕えているが、己の歪んだ信念のために盗賊「赤蛇団」を通して女王に暗殺者を差し向ける。
ファズス
声 -
ディーサと偽覚者の陰謀に協力している人間の魔術師。世の理を人間の力で変えるべく、竜の知識を求めている。その研究のためにバタル王宮の要職者から言葉巧みに支持を取り付け、禁呪究理院を設立した。
アンブロウシス
声 -
ファズスの腹心。禁呪究理院でファズスの研究を支えている。
ブロックル
声 -
ドワーフの鍛冶職人。かつては鍛冶の名匠と言われていたが、仕事で使う炉の燃料「蒼蛍炭」が不足し、それが採れる洞窟が魔物の巣窟と化して以降は引退を決め込んでいる。
サーラ
声 -
鍛冶職人の女性で、ブロックルの弟子。

#### アガメン火山島
グスタフ
声 -
アガメン火山島の外れにある「風渡りの家」に妻と共に住むドワーフの男性。酷い腰痛持ちで、主人公に火山島宿営地の温泉に連れて行ってほしいと依頼してくる。
クリーウナ
声 -
エルフの女性で、グスタフの妻。他者を簡単に信頼しないエルフ族らしさを持つが、誠実さにはきちんと応える。「マジックアーチャー」のマスタースキルの持ち主。
ルモンド
声 -
火山島の温泉前で痛みかけの温泉卵を食べている飲んだくれ。覚者たちからは「たまおじ」の愛称で呼ばれる。「アリズン」のマスタースキルの持ち主。

#### その他
ラグナル
声 -
フリーの傭兵。主人公が貴族アウグスティンの牛車護衛の任務に就いた際、道中でその任務が覚者である主人公をハメる罠だと主張してくる。
竜識者
声 -
湾岸の洞に住む老人。元覚者。竜結晶と引き換えに貴重なアイテムを売ってくれるほか、3段階強化済みの装備品に竜強化を施してくれる。

## ジョブ

### 初期ジョブ
ファイター
片手剣と盾を扱う、近接戦闘を得意とするジョブ。パーティーの前衛として敵陣に切り込んで大ダメージを与えるほか、盾で自身や仲間を護ることもできる。
アーチャー
弓矢による遠距離攻撃を得意とするジョブ。遠い間合いから一方的に攻撃を加え、高所の敵も射る事ができる。
シーフ
短剣を両手に持ち、素早い連撃と機動力を活かして戦うジョブ。瞬速のステップを活かしたヒット＆アウェイで敵を翻弄し、隙を狙って掴みかかれば大ダメージを与えることができる。
メイジ
杖を持ち様々な魔法を操るジョブ。攻撃魔法、味方の武器に様々な属性を付与する「エンチャント」、仲間を癒す回復魔法など、攻守にわたってパーティーを支える。

### 上位ジョブ
ウォーリアー
身の丈ほどもある大剣や大槌などの両手武器を豪快に振り回すジョブ。肉弾戦に特化した堅牢な体躯と、反撃に怯まない頑強さを併せ持つ。
ソーサラー
攻撃に特化した魔法使いのジョブ。大杖を両手に強力な攻撃魔法を唱える。魔法の威力と比例して長時間の詠唱を要する。
マジックアーチャー
覚者専用ジョブ。魔法の矢を放つ。攻撃だけでなく味方の体力回復や支援行動も可能。
魔剣士
覚者専用ジョブ。魔双剣を操る、剣技と魔法を兼ね揃えたジョブ。魔力を駆使して敵の動きを封じたり、複数の物体を魔力で投げつけることができる。
幻術師
覚者専用ジョブ。「振り香炉」という特殊な道具で煙を燻し、さまざまな幻術を繰り出す。幻を召喚することで敵を惑わせ、自滅や相撃ちを狙ったり、短時間だがポーンたちの限界を超えた力を引き出すこともできる。
アリズン
覚者専用ジョブ。全ての武器を扱い、各ジョブの多彩なスキルを習得できる。武器を切り替えることであらゆる局面に対応し、ジョブの垣根を超えてコンボを生み出すことができる。

## 敵クリーチャー

### 通常クリーチャー
ならず者
集落以外の場所で活動している野盗や山賊。テリトリーを通りかかる者には問答無用で襲い掛かる。シーフを中心にファイターやアーチャー、メイジの個体がいる。
傭兵くずれ
ならず者と同じく野盗や山賊だが、こちらのほうがジョブの習熟度が高い。また、ウォーリアーやソーサラーの個体も存在する。
ゴブリン
赤い体の小柄な小鬼。ヴェルムント地方に生息している。
ホブゴブリン
鈍色の体の大柄な小鬼。マップ全域に生息している。ゴブリンよりも重装備で、体力・攻撃力共にゴブリンを遥かに凌ぐ。
チョッパー
緑色の体の小柄な小鬼。ヴェルムント地方の森林地帯に生息している。草むらなどに隠れて不意打ちをしてくる。
ノッカー
黄土色の体の細身の小鬼。バタル地方に生息している。高い跳躍力を持ち、石斧を手に飛び掛かってくる。
オオカミ
灰色の毛の凶暴な飢えた狼。ヴェルムント地方に生息している。群れで襲い掛かってくる。
レッドウルフ
赤色の毛の狼。オオカミの上位種。バタル地方に生息している。
ハーピー
人間の女性の体に羽根が生えたような姿の魔物。ヴェルムント地方に生息している。上空からの鉤爪攻撃の他、歌による催眠攻撃を使用する。
ヴェニンハーピー
ハーピーの上位種。赤い体に茶色の羽根を持つ。主にバタル地方の北方に生息している。上空からの鉤爪攻撃の他、口から毒液を吐いてくる。
ゴアハーピー
ハーピーの上位種。灰色の体と羽根を持つ。バタル地方に生息している。上空からの鉤爪攻撃を受けると気絶の状態異常になる。
サキュバス
ハーピーの最上位種。色白の肌に虹色がかった羽根を持つ。主にアガメン火山島に生息している。上空からの鉤爪攻撃を受けると凍傷の状態異常になる。
リザードマン
槍を持った爬虫類の魔物。主にヴェルムント地方の川沿いや洞窟に生息している。しっぽを切断することができ、素材アイテムとして入手できる。
アスプ
リザードマンの上位種。体が紫色の腫瘍のようなもので覆われており、毒を纏っている。
サーペント
リザードマンの最上位種。後頭部から背中にかけて無数のトゲが生えており、帯電した槍を携えている。
ラトラー
岩のように硬い皮膚で覆われたトカゲの魔物。主にバタル地方に生息している。頭や背中は非常に硬く、剣などの刃物系の武器で攻撃すると大きく弾かれる。
マグマスケイル
ラトラーの上位種。アガメン火山島に生息している。体が赤くなっている状態の時に攻撃を受けると延焼の状態異常になる。
スライム
緑色のゲル状の魔物。主にヴェルムント地方に生息している。触れると水濡れの状態異常になり、動きが極端に鈍くなる。物理攻撃が効かない。
ウーズ
スライムの上位種。洞窟や遺跡などのダンジョン内に生息している。体が可燃性の油状の物質でできており、触れると油濡れの状態異常になる。
スラッジ
スライムの最上位種。アガメン火山島の溶岩地帯に生息している。体が高熱の溶岩性の物質でできており、触れると油延焼の状態異常になる。
ガルム
大型の狼のような魔物。素早い動きと噛みつき攻撃を繰り出してくる。非常にタフで打たれ強い。
ワーグ
ガルムの亜種。赤褐色の体毛をしており、ガルムより体がやや小さめ。
スケルトン
武器を携えた動く骸骨。夜間の街道沿いや墓所の中に出現する。HPを削り切っても、頭部を破壊しないままでいると何度でも復活する。
スケルトンロード
スケルトンの親分的存在。冠をかぶり、盾と大剣を持っている。通常のスケルトンより体格も大きい。
アンデッド
死者が亡者として蘇ったもの。動きは鈍いが、非常に打たれ強く体勢を崩しにくい。
ファットアンデッド
大柄な体格のアンデッド。腐敗により体内にガスを溜め込んでおり、炎に触れると自爆する。
ファントム
夜間に出現する、白色の人魂のような魔物。実体がないため物理攻撃が効かない。憑依されるとじわじわとHPが削られる。
ファンタズム
ファントムの上位種。青色の人魂のような魔物。夜間のフィールドに出現する他、ダンジョンの宝箱の中に潜んでいることもある。
スペクター
ファントムの最上位種。ピンク色の人魂のような魔物。「加護なき世界」にのみ出現する。ポーンに憑依した際、体を操り味方を攻撃させる。

### ボスクリーチャー
サイクロプス
一つ目と2本の牙が特徴の巨人。マップ全域に多数生息している。棍棒を持った個体や鎧を纏った個体もいる。
グリフィン
鷲の上半身と獅子の下半身を持つ怪鳥。上空から突然急襲してくることもある。
ゴーレム
魔力で動く巨大な石の巨人。体の各所に埋め込まれた「魔鉱メダル」で制御されている。非常に体が硬く、弱点以外に攻撃してもダメージが入らない。
オーガ
巨体の食人鬼。巨体に似合わず身軽で、動きが素早い。女性キャラを優先的に狙う習性を持つ。
グリムオーガ
オーガの上位種。
キメラ
獅子の上半身と黒山羊の下半身、蛇の尾を持つ魔物。部位によってそれぞれ異なる攻撃方法を持つ。
ゴアキメラ
キメラの上位種。キメラと違い、山羊が白山羊になっている。
ミノタウロス
二足歩行の牛の魔物。体格はオーガと同程度。斧を振り回したり、頭部の角による突き上げ攻撃を繰り出す。
ゴアミノタウロス
ミノタウロスの上位種。体中に矢が刺さっており、体に鎖が巻き付いている。
メデューサ
人間の女の上半身に大蛇の下半身を持つ魔物。眼から相手を石化させる赤い光線を放ち、これを浴び続けると石化の状態異常が進行し、完全に石化すると即死となる。
スフィンクス
山岳の神殿のクエストで登場する、人間の女性の上半身と獅子の体を持つ魔物。神殿に来た主人公に謎解きを出題する。攻撃すれば戦うことができる。
デュラハン
首なし騎士の亡霊。夜間のみ出現する。自らの首を掲げながら、手にした剣で襲い掛かってくる。
ワイト
亡者の王。夜間のみ出現する。空中に浮いて各種魔法で攻撃してくる。また、スケルトンを召喚する。
リッチ
ワイトの上位種。荘厳な衣装を纏い強力な魔術を操る、高位の亡霊。夜間のみ出現する。周囲に中型～大型の敵の死体がある場合、それを蘇らせ襲い掛からせてくることがある。
ドレイク
黒褐色のウロコを持つドラゴン。マップ各地の特定の場所に、一定確率で出現する。咆哮やスタミナを強制的にゼロにする咆哮や、強力な火炎ブレスを使用する。
レッサードラゴン(賤竜)
ドレイクと同程度の体格のドラゴン。体の各部に腫瘍があるのが特徴で、この腫瘍は弱点にもなっている。
レッドドラゴン
主人公の心臓を奪い覚者にしたドラゴン。赤いウロコを持つドラゴンで、ドレイクやレッサードラゴンより遥かに巨大。
タロス
終盤のメインクエストで戦う、巨大な魔導機。通常の攻撃では倒せず、体に多数刺さっている杭をすべて抜くことで機能を停止させる。

## 開発
第1作『DRAGON'S DOGMA』発売後、続編の開発が検討されたが、当時は完全新作のナンバリングタイトルではなく、第1作のバージョンアップ版である『DRAGON'S DOGMA DARK ARISEN』と、プレイヤーからの要望が多かったオンラインマルチプレイ要素に特化した『ドラゴンズドグマ オンライン』が開発された。
その後、2022年6月17日に公開されたドラゴンズドグマ10周年ファンミーティング動画において、本作『DRAGON'S DOGMA II』を開発中であるという情報が発表。さらに2023年5月25日に公式サイトとゲーム内容の詳細が公開された。
開発スタッフは第1作でディレクターを担当した伊津野英昭やアートディレクターを担当した池野大悟などのスタッフが引き続き参加。開発ゲームエンジンは『Devil May Cry 5』や『BIOHAZARD VILLAGE』などの開発にも使用された、カプコン内製の「RE ENGINE」が使用される。

## 評価・受賞歴

### 評価
全環境で最適化不足、レイトレーシングを固定、可変30fpsによる安定しないフレームレート、それらに加えSteam版は大量に出現するNPCによってCPU負荷が非常に高いなどの問題が噴出した。そのためSteamでは発売後にやや不評の評価がついた。
IGNレビューでは「ユニークかつ素晴らしい出来のゲーム。純粋な続編というよりも、前作を再構成したリメイクのような作品に近い。前作の特長をさらに伸ばした一方で、問題点も前作から引き継いでしまっている」と評価された。

### 売上
本作は発売から約10日程の初動で全世界での販売本数が250万本に達した。その時に『DRAGON'S DOGMA』シリーズとしても全体の累計販売本数は1000万本を突破した。2024年12月31日の時点で、シリーズ累計販売本数は1300万本以上となっている。

### 受賞
- 日本ゲーム大賞 2023 - フューチャー部門
- 日本ゲーム大賞 2024 - 年間作品部門 優秀賞
- PlayStation Partner Awards 2024 Japan Asia - PARTNER AWARD